# Sancoins
Sancoins là một xã thuộc tỉnh Cher trong vùng Centre-Val de Loire miền trung Pháp.

## Dân số
| 1990                                | 1999 | 2006 |
| ----------------------------------- | ---- | ---- |
| 3634                                | 3562 | 3240 |
| Từ năm 1962 Dân số không tính trùng |      |      |